# Металург Скопие
ФК Металург Скопие е футболен отбор от град Скопие, Северна Македония. Създаден е през 1964 година.
Сезон 2007/2008 завършва на 2-рото място в Втора македонска футболна лига. От сезон 2008/09 участва в македонската първа лига, а през 2010/2011 става шампион на лигата.
Стадионът на клуба се казва „Железарница“ и има капацитет от 3000 души.

## Трофеи
- Македония Първа Лига
  - Шампион:
  - Вицешампион (3): 2010/2011, 2011/2012, 2012/2013
  - Трето място:

- Купа на Македония
  - Носител (1): 2010/2011
  - Финалист:

- Суперкупа на Македония
  - Носител:
  - Финалист (1): 2011